# Municipio de Saline (Illinois)
El municipio de Saline (en inglés: Saline Township) es un municipio ubicado en el condado de Madison en el estado estadounidense de Illinois. En el año 2010 tenía una población de 6321 habitantes y una densidad poblacional de 68,44 personas por km².

## Geografía
El municipio de Saline se encuentra ubicado en las coordenadas 38°47′3″N 89°38′48″O / 38.78417, -89.64667. Según la Oficina del Censo de los Estados Unidos, el municipio tiene una superficie total de 92.36 km², de la cual 89.06 km² corresponden a tierra firme y (3.58%) 3.3 km² es agua.

## Demografía
Según el censo de 2010, había 6321 personas residiendo en el municipio de Saline. La densidad de población era de 68,44 hab./km². De los 6321 habitantes, el municipio de Saline estaba compuesto por el 97.61% blancos, el 0.4% eran afroamericanos, el 0.17% eran amerindios, el 0.54% eran asiáticos, el 0.08% eran isleños del Pacífico, el 0.24% eran de otras razas y el 0.97% pertenecían a dos o más razas. Del total de la población el 1.69% eran hispanos o latinos de cualquier raza.